# Антонівський кряж
Антонівський кряж (або Антонівські висоти) — це низький гірський хребет у зовнішній структурній зоні Східного Передбалкана, районів Тарговіште і Велико-Тирново, розташованих між долинами Старої Ріки та річки Голяма. 
Він піднімається на схід від долини Старої Ріки, що відокремлює її від  ізольованого пагорба Романа.  На північний захід, північ і схід досягає долини Великої річки, яка відокремлює його від східних частин Драгановської висоти, найпівденніших частин Поповських висот і плато землі Кедікбалкан.  Межа між Східною рівниною Дунаю та Східним Балканом перетинає його північне підніжжя.  На півдні долина річки Карадере відокремлює його від історико-географічного району Сланик. 
Довжина кряжа від південного заходу до північного сходу становить близько 25 км, а ширина — 10 км. Його загальна площа становить близько 30 км 2.  Хребет рівний, а найвища точка - вершина Лягулітє (531,7 м), розташована в центральній частині, приблизно в 500 м на північ від села Девін.  Кряж складається з складених піщаних і мергельних гірських порід. Ґрунти - сірі лісові, а ліси невеликі (переважно дуб і дуб турецький), займають обмежені площі. 
В середині висоти розташоване місто Антоново і близько 15-20 сіл, окрім них: Семерці іМоравіца (в області Тирговіште) і Ново - Градіште (в Великотирновській області) 
Антонівські висоти перетинають три дороги Державної автомобільної мережі: 
- Весь хребе, із заходу на схід, перетинає ділянка дороги першого класу № 4 від мережі автомобільних доріг Ябланиця — Велико-Тирново - Шумен на 27,5 км;
- У східній частині, з півночі на південь, уздовж 15,6 км — ділянка дороги третього класу № 204 Попово - Антоново.
- З півдня на північ, від с. Моравица до м. Стражиця, уздовж 21,7 км — дорога третього класу № 407 Царевець - Полскі Трамбеш - Стражиця - Моравица.

## Топографічна карта
- Аркуш карти K-35-28. Масштаб: 1 : 100 000.
- Аркуш карти K-35-29. Масштаб: 1 : 100 000.